# Baptist Wriothesley Noel
Baptiste Wriothesley Noel (16 juillet 1798 - 19 janvier 1873) est un pasteur chrétien baptiste anglais. Il est ministre de la chapelle Saint-Jean, Bedford Row, à Londres, de 1827 à 1848, puis est pasteur baptiste à l’église baptiste de John Street, à Bloomsbury. Il est deux fois président de l'Union baptiste de Grande-Bretagne. Un portrait de lui est accroché à l'extérieur de la bibliothèque du Collège Regent's Park, à Oxford.

## Biographie
Il est né dans le quartier de Leith à Édimbourg. Son baptême a eu lieu à l'église paroissiale de North Leith le 7 août 1798. Il est le dixième fils et le seizième des dix-huit enfants de Gerard Noel (2e baronnet) et de Diana Noel, baronne Barham. Lady Diana est une fervente évangélique dont la foi influence fortement ses enfants. Il fréquente la Westminster School et le Trinity College de Cambridge avant d'entrer au Middle Temple pour devenir avocat. En 1817, il est l'oncle de Caroline Marie Noel, future écrivain d'hymnes à succès.

### Ministère anglican
En 1824, année de la mort de sa mère, il devient un clerc anglican. Il devient rapidement l'un des chefs du parti évangélique et est nommé dans l'une des plus importantes églises anglicanes évangéliques de Londres (St. John's, Bedford Row), trois ans seulement après son ordination. Il publie quelque quatre-vingt livres et brochures au cours de sa vie, portant principalement sur les réformes sociales et politiques, sur les croyances et les attitudes évangéliques, ou sur la nature de l'Église chrétienne en tant que communauté spirituelle englobant tous les vrais croyants.
Le 17 octobre 1826, il épouse Jane Baillie de Dochfour, dont la famille est issue de Jean Balliol, fondateur du Balliol College d’Oxford. Parmi leurs huit enfants (quatre fils et quatre filles) se trouve le député et homme d'affaires Ernest Noel (1831-1931).
En 1837, Mary Jane Kinnaird, qui est sa nièce, devient sa secrétaire de facto. Elle l'aide mais établit également ses propres projets. Elle fonde l'école de formation des domestiques de St John's en 1841. Un autre projet favorise le financement d'une salle commémorative pour Calvin à Genève. Elle et Baptist veulent encourager l’évangélisation sur le continent européen. Ils reçoivent la visite du pasteur suisse Jean-Henri Merle d'Aubigné et du pasteur français Frédéric Monod à plusieurs reprises. Cela se termine en 1841 quand elle épouse Arthur Fitzgerald Kinnaird, qui est le dixième Lord Kinnaird d'Inchture et le deuxième baron Kinnaird de Rossie en 1843 .
En 1845, la fondation de la Young Men's Christian Association l’a amené à réfléchir sur une autre forme de vie chrétienne, non-conformisme. Cette même année, lorsque le gouvernement de Robert Peel a refusé de financer la construction d’églises en Écosse et en Angleterre, tout en accordant 
une augmentation de la subvention annuelle au séminaire catholique de Maynooth en Irlande, Noel se prononce contre l’incohérence du Parlement. Quelques mois plus tard, il est allé en Suisse pour mieux comprendre un mouvement de sécession chrétien prônant la séparation de l’Église et de l’État. En 1848, dans Essai sur l’Union de l’Église et de l’État, écrit avant sa démission et publié après son départ, il démontre l’importance de la séparation entre l’Église et de l’État. Avant sa démission, il a également publié un commentaire présentant la régénération baptismale (pédobaptisme) comme contraire à l’enseignement évangélique. Les membres de la congrégation de St John's pressentant le départ de leur
pasteur, ont tenté de rencontrer la reine pour une réforme de la liturgie et ainsi conserver leur pasteur. 
En novembre, au cours de la messe du dimanche, il a annoncé son intention de faire sécession avec l’Église anglicane le dimanche prochain. Cette annonce a été reprise par la presse et son évêque l’a interdit de prêcher après ce dimanche en question. Il a été ainsi contraint de démissionner. 

### Ministère baptiste
Après sa démission, il s’est tenu à distance des médias et a pris un temp de retraite spirituelle . Il s’est toutefois exprimé lors de réunions du YMCA au Exeter Hall. 
En 1849, il a été baptisé par immersion et a rejoint l’église baptiste John Street. Quelques mois plus tard, il a reçu une offre pour un poste de co-pasteur. Il est devenu pasteur principal de l’église en mars 1850. Il a été élu deux fois président de l'Union baptiste de Grande-Bretagne .
Baptist Noel prend sa retraite du ministère actif en 1868 et passe les dernières années à Stanmore, dans le Middlesex.